# 東野篤子
東野 篤子（ひがしの あつこ、1971年 - ）は、日本の国際政治学者、国際関係学者である。筑波大学人文社会系教授。国際関係論とヨーロッパの国際政治を専門とし、EU・ロシア関係などEUの対外政策の研究を行っている。ウクライナ研究会副会長も務めており、ロシアのウクライナ侵攻以降はメディアでの解説活動も活発に行っている。
著作に『解体後のユーゴスラヴィア』『現代ヨーロッパの国際政治』『ウクライナ戦争とヨーロッパ』、訳書に『ヨーロッパ統合の理論』などがある。

## 来歴
1971年生まれ。
10代の5年間をイギリスで過ごした。立教英国学院、立教女学院高等学校、慶應義塾大学法学部政治学科卒業、同大学院法学研究科政治学専攻博士課程単位取得退学。
1997年4月から1999年3月まで、パリのOECD日本政府代表部専門調査員を務め、OECDのアウトリーチ活動に関する研究を担当していた。2004年10月から2005年3月までバーミンガム大学政治・国際関係学部専任講師として勤務した。
2005年7月、バーミンガム大学大学院政治・国際関係研究科で博士号（Ph. D., 政治学）を取得。
2005年4月、広島市立大学国際学部講師、2007年4月に同准教授。2010年4月から筑波大学人文社会系国際公共政策専攻准教授に就任し、2022年4月1日に筑波大学人文社会系教授に昇任した。2024年4月からは国際公共政策学位プログラムリーダーに就いている。

## 研究分野と活動
研究分野はEU拡大（トルコと西バルカン）、欧州近隣政策（ENP）、東方パートナーシップ（EaP）、EU-中国関係など多岐にわたる。2014年のウクライナ危機、2022年のロシア・ウクライナ戦争およびそれに対するEUの対応について多くの論文を執筆している。元々はEUを中心としたヨーロッパの国際関係が研究分野で、ロシアやウクライナはEUの重要な隣国としての研究対象だったが、2022年のロシアによる侵攻以降、戦争という現象そのものを扱うようになり、研究の重点が大きく変化した。
2018年1月に国際安全保障学会の編集委員会編集委員に就任。2020年より日本国際政治学会の国際交流委員会に所属し、2024年10月まで同学会の国際統合分科会責任者を務めた。2021年7月よりウクライナ研究会副会長。2024年1月より国際安全保障学会理事。

### メディア出演
2022年2月24日のロシアによるウクライナ侵攻開始当日に、日本国際フォーラムが催したウェブセミナー「ロシア・ウクライナ情勢への日米欧の対応」に専門家として参加した。以降、ウクライナ情勢について多くのメディアで解説している。日本経済新聞やプレジデントONLINEなどにも論文を寄稿している。

## SNSにおける中傷被害
コロナ禍の時期にTwitter(現・X)を始め、当初はヨーロッパ関連の記事を紹介するスタイルでフォロワーを集めていた。ロシアによるウクライナ侵攻が始まった後、海外の公開情報を中心に発信するようになると、ウクライナ支持の立場に対して攻撃を受けるようになった。メディア出演時には外見への揶揄や発言の歪曲など、同じ安全保障観を持つ夫（鶴岡路人・慶應義塾大学総合政策学部准教授）と比べて明らかに多くの誹謗中傷を受けており、これを「女性」という属性に基づく差別的攻撃と指摘している。
2023年5月には、Twitter上で東野の容姿に対する執拗な中傷投稿があり、2024年4月に茨城県警に刑事告訴をした。その結果、投稿者が茨城県警の警部で生活安全課長であることが判明し、同年6月に投稿者は書類送検された。メディアの取材を受け東野は「人の命や生活を守るべき警官がひぼう中傷を行っている。...(中略)...再発防止にきちんと取り組んでいただけなければ、私たち市民はとてもじゃないが、安心して生活できません」と心情を述べている。2024年10月29日、水戸区検は投稿者を侮辱罪で略式起訴し、水戸簡裁は罰金30万円の略式命令を出した。

## 著書・訳書

### 分担執筆
- 「EU統合と拡大」『EU統合の軌跡とベクトル』慶応義塾大学出版会、2006年1月。
- 「EUの東方拡大政策：旧加盟国政府と欧州委員会の立場を中心に」羽場久美子・小森田秋夫・田中素香編『ヨーロッパの東方拡大』岩波書店、2006年。ISBN 978-4-00-025453-3
- 「拡大と対外関係」「西バルカン・トルコへの拡大と欧州近隣諸国政策」植田隆子編『EUスタディーズ①：対外関係』勁草書房、2007年1月。ISBN　978-4-326-30169-0
- 「EU拡大における地域間主義」田中俊郎・小久保康之・鶴岡路人編著『EUの国際政治：域内政治秩序と対外関係の動態』慶応義塾大学出版会、2007年。ISBN　978-4-7664-1448-6
- 「「規範的パワー」としてのEUをめぐる研究動向についての一考察」及び「第5次拡大実現以降のEU拡大プロセス(2007-2009年)」森井裕一編『地域統合とグローバル秩序：ヨーロッパと日本・アジア』信山社、2010年。ISBN 978-4-7972-5460-0
- 「EUの拡大」『ヨーロッパの政治経済・入門』有斐閣、2012年3月
- 「コンストラクティヴィズムのヨーロッパ統合研究」臼井陽一郎編『EUの規範政治：グローバルヨーロッパの理想と現実』ナカニシヤ出版、2015年。ISBN 978-4-7795-0926-1
- 「国際関係と政治」月村太郎編著『解体後のユーゴスラヴィア』晃洋書房、2017年。ISBN 978-4-7710-2894-4
- 「ウクライナ危機とブダペスト覚書」グローバル・ガバナンス学会編『グローバル・ガバナンス学①　理論・歴史・規範』法律文化社、2018年。ISBN　978-4-589-03880-7
- 「ウクライナとNATO 遠い加盟への道のり」『ウクライナを知るための65章 』明石書店、2018年10月。ISBN: 9784750347325
- 「EUと「絶縁体国家」トルコ」川名晋史編著『共振する国際政治学と地域研究：基地、紛争、秩序』勁草書房、2019年。ISBN 978-4-326-30273-4
- 「ビッグ・バン拡大からリスボン条約へ」益田実・山本健編著『欧州統合史：二つの世界大戦からブレグジットまで』ミネルヴァ書房、2019年。ISBN 978-4-623-08491-3
- 「『国際政治』におけるヨーロッパ研究の傾向」『日本の国際政治学――日本国際政治学会における研究の系譜と特徴』日本国際政治学会、2019年4月。
- 「EUの安全保障・防衛政策の新たな展開」広瀬佳一編著『現代ヨーロッパの安全保障：ポスト2014 パワーバランスの構図を読む』ミネルヴァ書房、2019年。ISBN 978-4-623-08731-0
- 「「ヨーロッパの東」におけるEU規範」臼井陽一郎編著『変わりゆくEU：永遠平和のプロジェクトの行方』明石書店、2020年。ISBN 978-4-7503-5003-5
- 「拡大」「EU拡大の歴史」『よくわかるEU政治』ミネルヴァ書房、2020年4月。
- 「「次世代のEU基金」および2021-2027年中期予算計画<MFF>合意形成への道」市川顕・高林喜久生編著『EUの規範とパワー』中央経済社、2021年。ISBN 978-4-502-37401-2
- 「中国と中・東欧諸国の関係の発展と減速」国際経済連携推進センター編『コロナ禍で変わる地政学：グレート・リセットを迫られる日本』産経新聞出版、2022年。ISBN 978-4-86306-159-0
- 『ヨーロッパの政治経済・入門[新版]』有斐閣 2022年3月。
- 『公共』(文部科学省検定教科書:公共712)東京法令出版、2022年4月。
- 『ハンドブックヨーロッパ外交し ウェストファリアからブレクジットまで』ミネルヴァ書房、2022年4月。
- 「EUを取り巻く地域」『ヨーロッパの政治経済・入門 新版』有斐閣、2022年4月
- 「ロシアによるウクライナ侵攻と中・東欧」『戦禍のヨーロッパ ─日欧関係はどうあるべきか─』日本国際問題研究所、2023年3月
- 細谷雄一編『現代ヨーロッパの国際政治：戦後の奇跡と新たな挑戦』東京大学出版会、2023年10月
- 「ロシアによるウクライナ侵略がEU拡大に及ぼした変化」細谷雄一編『ウクライナ戦争とヨーロッパ』東京大学出版会、2023年12月。
- 「V-5 マーク・マゾワー『暗黒の大陸』（中田瑞穂・網谷龍介訳）未来社、2015年」『国際安全保障がわかるブックガイド』慶應義塾大学出版会、2024年2月。ISBN 9784766429336

### 訳書
- G･ベルトラン、A･ミシャルスキ、L･ペンク編著『ヨーロッパ2010：EU・世界を読み解く5つのシナリオ』（小久保康之監訳、小林正英・東野篤子訳）ミネルヴァ書房、2000年。ISBN 9784623033218。
- アンツェ・ヴィーナー、トマス・ディーズ 編、東野篤子 訳『ヨーロッパ統合の理論』勁草書房、2010年。ISBN 978-4326301928。
- ハンス・モウリッツェン、アンデルス・ウィヴェル 著、蓮見雄、小林正英、東野篤子 訳『拡大ヨーロッパの地政学：コンステレーション理論の可能性』文眞堂、2011年。ISBN 978-4830947032。

## 論文
- 東野篤子 - researchmap
- CiNii 東野篤子

## 出演

### ラジオ
- 『飯田浩司のOK! Cozy up!』ニッポン放送、2022年より定期的に出演[33]。
- 『荻上チキ・Session』TBSラジオ、2022年より定期的に出演[34][35]

### テレビ
- NHK総合『キャッチ!世界のトップニュース』[36]、『日曜討論』[37]、『NHKニュース』[38]、『サタデーウオッチ9』[39][40]、『おはよう日本』[41]
- テレビ朝日『サタデーステーション』、BSTBS『報道1930』、BSテレ東『日経ニュースプラス9』、BS日テレ『深層NEWS』[23][42]

ほか